# Strike Suit Zero
Strike Suit Zero est un jeu vidéo de combat spatial développé et édité par Born Ready Games, sorti en 2013 sur Windows, Mac, Linux, PlayStation 4, Xbox One et Android.

## Accueil
- Jeuxvideo.com : 14/20[1]

## Développement
Le jeu a été en partie financé sur Kickstarter où il a récolté 174 804 $ (pour 100 000 $ demandés) de la part de 4 484 contributeurs.